# Bentonville (Ohio)
Bentonville – jednostka osadnicza w Stanach Zjednoczonych, w stanie Ohio, w hrabstwie Adams.